# Paulina Escardó
Paulina Escardó de Colombo Berra fue una docente y política argentina del Partido Peronista Femenino. Fue elegida a la Cámara de Diputados de la Nación Argentina en 1951, integrando el primer grupo de mujeres legisladoras en Argentina con la aplicación de la Ley 13.010 de sufragio femenino. Ejerció como delegada del Territorio Nacional del Chubut entre 1952 y 1955.

## Biografía
Docente de profesión, fue directora de la escuela primaria N.° 27 de Puerto Madryn (Chubut).
En las elecciones legislativas de 1951, fue candidata a delegada territorial del Partido Peronista en el Territorio Nacional del Chubut (todavía no era provincia), siendo una de las 26 mujeres elegidas a la Cámara de Diputados de la Nación Argentina. Asumió el 25 de abril de 1952. Fue vocal en las comisiones de Instrucción Pública y de Legislación General.
Le correspondió realizar en el Congreso un homenaje al Himno Nacional Argentino, a Eva Perón luego de su fallecimiento, y en la visita del presidente de Chile Carlos Ibáñez del Campo. En 1953, se desempeñó como secretaria de la comisión de Territorios Nacionales durante la sesión donde se debatió la provincialización del territorio del Chubut. Al año siguiente, intervino en el debate del proyecto de ley sobre organización de territorios nacionales.
Había sido elegida hasta 1958 pero permaneció en el cargo hasta septiembre de 1955, cuando su mandato fue interrumpido por el golpe de Estado de la autoproclamada Revolución Libertadora.
Una calle de Puerto Madryn lleva su nombre.